# Безсмертні: Війна світів
«Безсмертні: Війна світів» (фр. Immortel (ad vitam)) — французький фантастичний фільм 2004 року режисера Енкі Білала, заснований на двох частинах власної серії графічних новел: «Ярмарок безсмертних» (англ. The Carnival of Immortals, фр. La foire aux immortels), «Жінка-пастка» (англ. The Woman Trap, фр. La Femme piège). Назва фільму Immortel (Ad Vitam) дослівно можна перекласти «Безсмертний (поки живий)» (фр. immortel — безсмертний, лат. лат. Ad vitam — на все життя, довічно).

## Сюжет
Дія фільму відбувається в 2095 році в Нью-Йорку. Похмуре футуристичне місто майбутнього населяють генетично модифіковані люди з пересадженими органами. Чудеса нанохірургії людям стали доступні завдяки корпорації «Євгеніка», замішаній у незаконних дослідах над людьми і прибульцями, яка, до того ж, володіє великою владою у цьому світі. У Центральному парку міста з'являється аномалія, «зона вторгнення», проникнення в яку для людей закінчується смертю. Над містом ширяє невідомо звідки виникла піраміда, усередині якої боги Стародавнього Єгипту Анубіс і Баст вирішують долю Гора.
«Євгеніка» отримує у свої руки чергову партію піддослідних. Серед них виявляється Джилл (Лінда Харді) — дивна дівчина нелюдського походження, з синім волоссям і незвичайними здібностями. Вона не пам'ятає свого минулого, приймає невідомі таблетки і довіряє тільки таємничому Джону (Фредерік П'єро). Джилл потрапляє в руки лікаря Елми Тернер (Шарлотта Ремплінг), яка пропонує їй співпрацю. Елма обіцяє забезпечити Джилл документами в обмін на допомогу у вивченні її незвичайного організму.
Протягом останніх семи днів свого життя бог Гор шукає і знаходить у Нью-Йорку відповідне для себе тіло. У підсумку свій вибір він зупиняє на відомому революціонері Нікополі (Томас Кречманн). Тіло Нікопола підходить Гору, бо воно не піддавалося генетичним змінам — останні 30 років Нікопол провів у кріов'язниці, звідки його звільняє випадок. Частково взявши контроль над діями Нікопола, Гор змушує його шукати в Нью-Йорку жінку, здатну зачати від бога. Нею виявляється Джилл.

## Актори
- Лінда Харді — Джилл
- Томас Кречманн — Нікопол
- Шарлотта Ремплінг — доктор Елма Тернер
- Томас Поллард — Гор
- Янн Коллетт — інспектор Фробе
- Жан-Луї Трентіньян — Джек Тернер
- Корінна Жабер — Лілі Лианг
- Фредерік П'єро — Джон
- Джо Шерідан — сенатор Кайл Оллгуд

## Музика
Список саундтреків:
- Marc A. Huyghens, Venus — Beautiful Day
- Sigur Ros — Hjartao Hamast
- Ralph Rainger, Leo Robin — June in January
- Julie Delpy — My Dear Friend
- J. Hayward — Night in White Satin
- R. Matta, C. Huidobro, G. Vejvoda — Etang Donne
- D. Lavaillant — Atomic Reaction
- D. Lavaillant — Under the Volcano

## Нагороди та номінації
- 2004 — номінація на премію Audience Award (European Film Awards) в категорії «Найкраща актриса» (Шарлотта Ремплінг)
- 2004 — номінація на премію Audience Award (European Film Awards) у категорії «Найкращий актор» (Томас Кречманн)
- 2005 — номінація на премію Сезар в категорії «Найкращий дизайн» (Жан-П'єр Фуйе)

## Критика
Рейтинг фільму на сайті Internet Movie Database — 6,0/10, Rotten Tomatoes — 43% свіжості та 53% оцінка аудиторії.

## Цікаві факти
- За словами режисера Енкі Білала, ім'я Нікопол головному героєві він дав на честь міста Нікополь в Україні.
- У фільмі Нікопол декламує уривки з віршів «Падаль», «Самобичування», «Руйнація», «Отрута» Шарля Бодлера зі збірки «Квіти зла».
- В одній зі сцен фільму герой в барі п'є горілку під назвою «Тарковська».